# Toma Murata
Toma Murata (村田 透馬 Murata Toma?, Osaka, 22 de julio de 2000) es un futbolista japonés que juega como delantero en el Yokohama FC.

## Trayectoria

### Clubes
| Club        | País  | Año       |
| ----------- | ----- | --------- |
| FC Gifu     | Japón | 2018-2023 |
| Yokohama FC | Japón | 2024-     |